# گم‌شده (فیلم ۱۹۱۸)
گم‌شده (انگلیسی: Missing (1918 film)) یک فیلم به کارگردانی جیمز یانگ است که در سال ۱۹۱۸ منتشر شد.